# Лю Фу
Лю Фу (кит. 劉斧) — китайский писатель эпохи Сун, автор сборника «Высокие суждения у дворцовых ворот».
До наших дней дошло мало сведений об авторе. Достоверно известно лишь его имя, точнее, известно имя, которым подписан сборник. Обладал учёной степенью сюцая, что позволяет предположить, что Лю Фу происходил из чиновничьей семьи и готовил себя к службе.

## Высокие суждения у дворцовых ворот
Сборник «Высокие суждения у дворцовых ворот» (кит. трад. 青瑣高議, упр. 青琐高议, палл. Цин со гао и) включает 144 произведения в различных жанрах, разбитых на три части. В сборнике совмещены новеллы чуаньци, бессюжетная проза (заметки и рассуждения), отдельные стихотворные произведения, рассуждения о стихах (шихуа). Все включенные в сборник произведения имеют заголовки из разного числа иероглифов (как правило, из трёх), а также подзаголовки из семи знаков, раскрывающие содержание.